# الطيري (رماح)
الطيري هي مركز إداري وقرية فئة (ب) تابعة لمحافظة رماح، بمنطقة الرياض في المملكة العربية السعودية. 

## الموقع والجغرافيا
تبعد عن مدينة رماح بمسافة (80) كيلو، ويوجد فيها (شعيب الطيري) أحد أودية وسط الجزيرة العربية  الذي يبدأ من أعالي جبال العرمة الواقعة شمال شرق مدينة الرياض ويصب في روضة التنهات.